# Urivkino
Urivkino - Урывкино (rus) - és un poble de la República del Tatarstan, a Rússia. El 2010 tenia 4. Pertany al districte (raion) de Pestretsi.